# 文民
文民（ぶんみん）は、一般に軍人でない人物を指す。もとは日本国憲法を制定する際にシビリアン（英語: civilian）の訳語として造語された言葉である。シビリアンとは、一般に「警察、軍、消防の一員でない者」を指す。すなわち、公共のために犯罪、災害、戦争などへの対処にあたり、自分の命を危険にさらす業務に携わっていない人間のことである。
国際人道法のもとでは、シビリアンは「武装組織の一員ではなく」、「公然と武装し戦時国際法を尊重する戦闘員」ではない者と定義されている。非戦闘員の定義に近いが若干の相違があり、例えば交戦団体や軍人に中立の立場で帯同する従軍聖職者は非戦闘員だがシビリアンではない。戦闘に関与している団体の領域にいるシビリアンは、慣習国際法や、ジュネーヴ第四条約をはじめとする国際条約のもとで一定の権利を与えられる。その内容は国際法に基づき、戦闘の性格が内戦か国家間の戦闘かによって変化する。
本項では断りの無い限り国際法における「シビリアン」の概念を文民として説明する。日本、特に日本国憲法における日本語の「文民」の位置づけについては、「#日本における文民の意味」において述べる。一般的な言葉としての「シビリアン」に含まれる「一般市民」「民間人」といった意味合いは、自衛官以外の公務員、文官を含む「文民」と相違する部分があり、対照的な訳語にはなっていない。

## 語源
英語における「シビリアン」(civilian)の語源は、14世紀後半の古フランス語のcivilienすなわち「市民の法の」という言葉まで遡ることができる。1829年には、非戦闘員を指す言葉として「シビリアン」という言葉が使われ始めた。
日本においては、日本国憲法制定にあたり「文民」という言葉が創出された。当時の日本語にはcivilianに対応する語がなかったため、貴族院の審議では、「現在、軍人ではない者」に相当する語として、「文官」「地方人」「凡人」などの候補が挙げられた。「文官」では官僚主義的であるとされ、「文民」という語が選ばれた。

## シビリアン

### 戦時国際法における位置づけ
赤十字国際委員会は、戦時における文民の保護に関する1949年8月12日のジュネーヴ条約についての1958年のコメンタリーにおいて「敵国の手の内にあるあらゆる者は、国際法に基づき一定の待遇を与えられなければならない。その者とは、第三条約で扱った戦争捕虜、第四条で扱った文民、または第一条約で扱った軍隊内の医療関係者が含まれる。中間に位置する資格は存在しない。敵国の手の内にある何人たりとも法の外に置かれることはあり得ない。我々は、これが満足いく解決法であると感じている。単なる気分的なものにとどまらず、何より、人道主義的な観点から満足できるものである。」と述べている。赤十字国際委員会は「もし文民が敵対行為に直接関与したならば、彼らは『不法な』あるいは『権利の無い』戦闘員あるいは交戦者と見なされる（なお人道の法に関する条約がこれに含まれているか否かは明確に示されていない）。彼らはその行動について、留置された国における国内法で裁かれる可能性がある。」とする見解を示している。
1977年のジュネーヴ諸条約第一追加議定書第五十条は、文民について次のように定めている。
- 1. 文民とは、第三条約第四条A(1)、(2)、(3)および(6)と、この議定書の第四十三条で規定された分類に含まれない者を指す。
- 2. 文民たる住民(civilian population)は、すべての文民である者から構成される。
- 3. 文民たる住民の中における文民の定義に合致しない諸個人の存在は、その住民から文民たる資格を奪うものではない。

この定義は、一定の分類に属さない者、という消極的な定義になっている。第三条約第四条4A(1)、(2)、(3)、第一議定書第四十三条で定められている者は、戦闘員である。そのため、議定書のコメンタリーでは、武装組織に属さず敵対行為を行わない者が文民である、という解説が加えられている。文民は、武力紛争に関与することができないかわりに、ジュネーヴ諸条約および議定書の保護下に置かれる。第五十一条では、文民たる住民や個々の文民に対する保護が与えられなければならないことが述べられている 
第一追加議定書第三章では、文民に属するものを攻撃対象とすることを規制している。1998年の国際刑事裁判所ローマ規程の第八条8(2)(b)(i)でも、「そのような文民たる住民、あるいは敵対行為に加わっていない個々の文民に対する意図的な攻撃」が戦争犯罪にあたると定めている。すべての国家が第一追加議定書やローマ規程を批准しているわけではないが、文民に対する直接的な攻撃が戦争慣習法の違反に当たり、この点であらゆる交戦団体は規制を受ける、という認識は一般に国際人道法の原則として受け入れられている。

### 近現代の戦闘における文民
近現代戦における文民の地位は、実際のところ曖昧なままである。戦闘中に起こり得る以下のような現象が、この問題を複雑にしている。
- 現代における戦闘の多くは本質的に内戦であり、戦時国際法の適用が難しく、戦闘員と文民の区別も維持しがたい。
- ゲリラ戦やテロリズムは、いずれも戦闘員が文民を巻き込むことを前提としている場合が多い。
- 「効果ベース戦争」、すなわち敵戦闘員への攻撃よりも敵国の体制の力を削ぐことを重視するのドクトリンが発展を続けており、発電所など文民に属するものが攻撃対象となり得る。
- ローフェア（英語版）の一環として、敵に文民を攻撃させ国際法違反の誹りを受けさせ信用を落とすために、人間の盾戦法がとられることがある。
- 徴兵制度が浸透しているなどして、大半の大人が軍事訓練を受けている社会においては、さらに文民の定義があいまいになる。これはイスラエル・パレスチナ紛争においてよく指摘される論点である[16]。

1980年代初頭以降、近代戦における犠牲者の90パーセントは文民である、という主張がなされるようになった。この言説は広く受け入れられているが、実際のところよく引き合いに出されるユーゴスラビア紛争やアフガニスタン紛争などにおいてもエビデンスに基づく詳細な検証により立証されたわけではない。

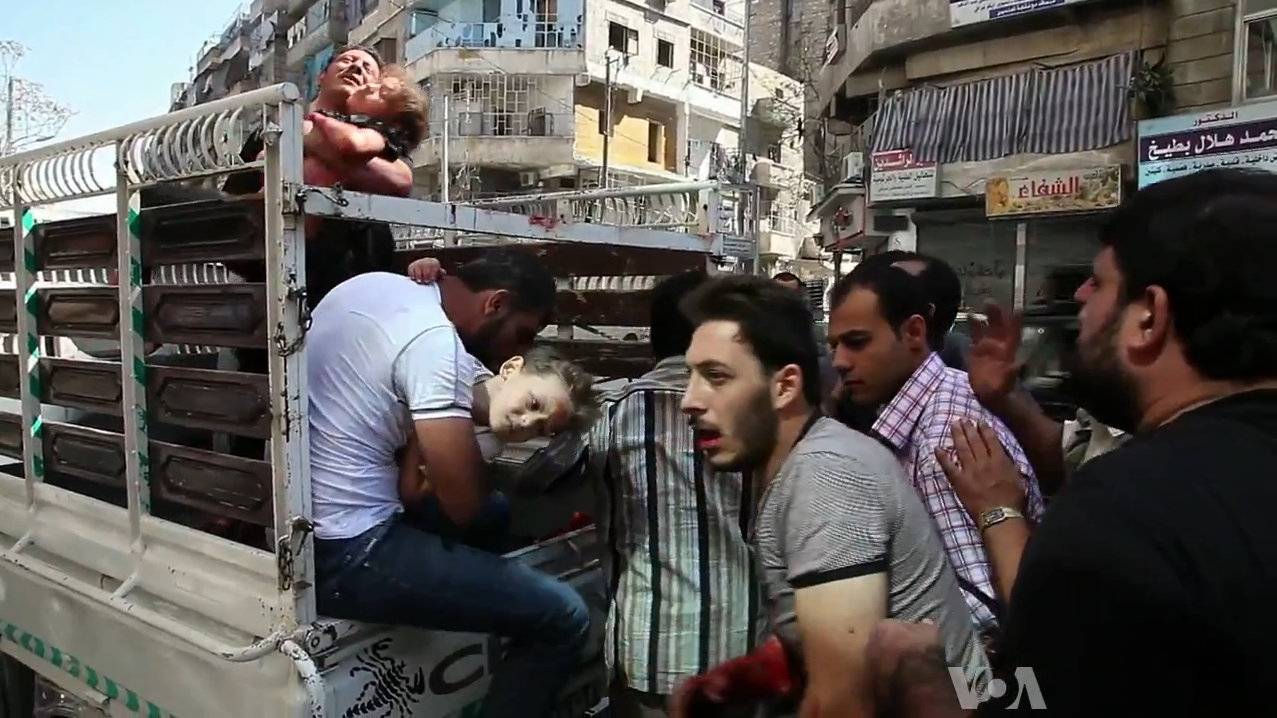
シリア内戦中、戦闘で傷つきアレッポの病院にやってきた文民。2012年10月

21世紀初頭、文民の法的位置づけについては、様々な問題をはらみつつも、メディアや国連において広く注目を集める議題となり、危機にさらされた住民を保護するという名目で軍事力の行使が正当化された。
本来、文民は本質的に戦争の受動的な傍観者であると考えられているが、時には彼らが戦闘の中で積極的な役割を負うこともある。例えば1975年、モロッコ政府がスペイン植民地である西サハラへの領有主張を実現するべく、組織的に文民を越境させる緑の行進を実施した。同時にモロッコ軍も、秘密裏に西サハラへの侵攻を果たしていた。さらに文民は、非戦闘員の地位を放棄しないまま、独裁政権や他国の占領軍などに対して非暴力運動などで抵抗することがある。このような行動は戦闘員による戦闘やゲリラ的暴動と同時並行して発生することがあるが、多くの場合、抵抗運動を行う文民はそうした明確な軍事組織や軍事行動と一線を画している。

### 国際人道法による文民の保護
国際人道法に属する諸条約では、調印国に国家間の戦争時における文民の保護を強制している。調印していない国であっても、この国際法に従う必要があるというのが慣例的な認識である。また国際人道法では、distinction、比例原則、緊急避難の原則が戦闘時の文民保護と結びついている。しかし国際連合は文民保護のために軍事組織を配置しているにもかかわらず、その運用における公式な方針を定めていない。国連安全保障理事会報告書4では、戦闘時の文民保護がさらなる文民保護の必要性の証拠をもたらすとしている。国連は文民の安全が大規模に脅かされることは国際的な平和と安定に対する脅威となることを認識しており、文民保護と地域的安定化の手段を構築しようとしている。2008年に最初に発表された安全保障理事会報告書4があるにもかかわらず、国連は各地域の諸国が地域内の戦争・内戦を調停し文民を保護するよう求めている（アフリカにおける紛争をアフリカ連合が取り締まるように）。国連事務総長コフィー・アナンは国連の諸国に対し、「人類の安全を約束し、平和と安全が不可分とみなす」認識を共有することを通して、アフリカの文民を守ることが各国の利益になるのだと説いた。
国際連合安全保障理事会は、数々の決議 (1265、1296、1502、1674、1738)や議長声明を通じて、以下の事項に触れている。
- 国際人権法や関連する人権法の順守、人道への侵害についての説明責任の存在。
- 平和維持活動をはじめとする任務における国連の役割。
- 特定集団の保護。
- 小規模な軍隊の影響力。
- 地域間の協力。

安全保障理事会は5つの方法を通して文民保護に携わっている。
- 一般的な規準、特に国際人権法の水準を底上げする。
- 第8章に基づく強制力により、国連平和維持軍、各地域の組織、国連加盟国のグループに、その軍事力を文民保護を含む方策に用いさせる。
- 第5、6、8章に基づき、紛争を起こしている勢力を監視し保護活動を行わせることができる。
- 第6章に基づき、対立組織間の仲裁などを通して武力衝突の勃発を阻止あるいは最低限にとどめる。
- 理事会は、特定の対象に圧力を加え国際人権法違反の責任がある組織を抑え、審議会を設置し、特別な裁定機関に権限を与えたり国際刑事裁判所 (ICC)に問題を持ち込んだりすることができる[29]。

議長声明や事前の小委員会での議論に応じて、国連安全保障理事会は2009年1月に国際人権法に基づく文民保護に関する会議を行った。この会議では明確な結論が出なかったものの、1999年に通過した決議1265以降の安全保障理事会の評価が実施された。
国際連合の協定に加え、各地域内でも文民保護に関する取り決めが生まれている。例えばアフリカ連合設立法第4条(h)は、文民の保護と「加盟国における『重大な状況』、すなわち戦争犯罪、ジェノサイド、人道に対する罪に対し、連合は強制力を持った介入を行う権利を持つ」ことを定めている。これはアフリカ連合が連合内における残虐行為によって立つことを否定したものである。2004年に平和安全理事のSaid Djinnitは「アフリカ人は……大陸で起きている悲劇を傍観し、それが国際連合やその他の者の責任であるということは出来ない。我々は非介入主義から非無関心主義に移行したのだ。我々は、アフリカ人として、我らの人々の悲劇に無関心であり続けることは出来ない。」 (IRIN News 2004)と述べている。ただ第4条(h)は実際に発動されたことが無く、本当にアフリカ連合に「重大な状況」へ介入する意思があるのか疑義が呈されている。
国際連合やアフリカ連合、その他の主導的な組織であるか否かにかかわらず、「国際組織には、文民保護などの込み入った安全保障上の役回りを負うと、一般的に、高い水準の戦力、全面的なプロフェッショナリズム、そして長期的に対峙し続ける忍耐力によって支えられた、包括的な政治要素としての大規模な平和維持作戦でさえ実現できないような不相応な期待が地元民の間で高まるリスクが明白に存在している。アフリカやいたるところで見られる残念な結果は、分権化政策が履行されてきた道のりに対するいくらかの批判をもたらしてきた(MacFarlane and Weiss 1992; Berman 1998; Boulden 2003)。」

## 日本における文民の意味
内閣総理大臣その他の国務大臣は、文民でなければならない。
-日本国憲法第66条2項

日本国憲法66条2項にいう「文民」とは、1973年の政府見解では、次に掲げる者以外の者をいう。
1. 旧陸海軍（大日本帝国陸軍及び大日本帝国海軍）の職業軍人の経歴を有する者であって、軍国主義的思想に深く染まっていると考えられる者。
2. 自衛官（陸上自衛官、海上自衛官、航空自衛官）の職にある者。

しかし、理由1に当たる者であることを根拠に文民と認められなかった例は無く、文民とは実質的に自衛官以外の者のみを指すといえる。
なお、当時の政府見解では、軍国主義思想とは、「一国の政治、経済、法律、教育などの組織を戦争のために準備し、戦争をもって国家威力の発現と考え、そのため、政治、経済、外交、文化などの面を軍事に従属させる思想をいう」と定義づけている
第二次世界大戦までは軍人が内閣総理大臣を務めることが多数あり、その反省から現行の日本国憲法第66条第2項には「内閣総理大臣その他の国務大臣は、文民でなければならない。」と規定されている。
一般的な「文民」は、「一般市民」、「文官（一般公務員、警察官を含む）」、「戦闘員ではなく国際法上交戦権を持たない者」のニュアンスを持ち、「軍隊（現在の日本においては防衛省、自衛隊：陸上自衛隊、海上自衛隊、航空自衛隊）の中に職業上の地位を占めていない者、もしくは席を有しない者」を指すと考えられる。
日本での文脈でいう「文民統制」とは、「軍人以外の人間」、具体的には「一般市民の代表である政治家」を指しており、軍務文官である「防衛省の官僚（通称「背広組」）」は、自衛隊法上の自衛隊員であり、国家公務員法第2条第3項第16号の規定に基づいて特別職の国家公務員とされている。
なお、過去の日本において「文民」と言う場合に「旧職業軍人の経歴を有しない者」と規定するか、あるいは、「旧職業軍人の経歴を有する者であって軍国主義的思想に深く染まっている者でない者」とするか、については、意見が分かれていた時代もある（1965年（昭和40年）5月31日衆議院予算委員会 高辻正己・内閣法制局長官答弁など）。
野村吉三郎（元海軍大将、太平洋戦争開戦時の駐米大使）の入閣が検討された際に、「文民」規定の問題から断念している。ポツダム宣言受諾時にすでに職業軍人であり、その後自衛隊に入隊した永野茂門が法務大臣に就任した時、元自衛官の中谷元、森本敏が防衛閣僚（防衛庁長官・防衛大臣）となった時にも問題視する意見が出た。ただしこの見解は国際的な基準があるわけではなく、例えば米国の国防長官も文民であることが条件であるが、アメリカ軍の職業軍人も退役してから10か年が経過すると文民として扱われる。また、イギリスでは、文民かつ政治家（＝国会議員、主に庶民院議員）であることを要する。野田第2次改造内閣・野田第3次改造内閣で防衛大臣を務めた森本敏については非国会議員の民間人閣僚であったため、「むしろ国会議員の地位をもたない者が防衛大臣に就任することは、文民統制の理念に反するのではないか」との指摘が出た。
日本において、文民統制とは、軍事的組織構成員には発言権がないこと、と一般的に理解されているが、自衛隊は「軍」ではないとの建前から政軍関係に関する議論が乏しく、実態は、軍事的組織の予算、人事、そして行動につき、その「最終的な」命令権が、軍事的組織そのものにはなく政府や議会にあることが制度的に保障されている状態をいう、との理解にとどまっている。このため、現に防衛政策の形成と決定に際し、軍事の中枢たる統合幕僚監部及び陸海空幕僚監部が、防衛省内局と共に大きな役割を担っている。しかしながら、文民統制の観点からは、軍の役割・任務など、防衛政策の基本的問題は、立法府（国会）を中心とした開かれた国民的議論により、判断・決定されなければならない。開かれた国民的議論を通じて形成された広範な国民的合意に基づいてこそ、防衛政策は正当性を持ち、またそのより有効な実施が保障される。